# La Chapelle-de-Mardore
La Chapelle-de-Mardore este o comună în departamentul Rhône din sud-estul Franței. În 2009 avea o populație de 208 de locuitori.

## Evoluția populației
| An        | 1975 | 1982 | 1990 | 1999 | 2006 | 2009 |
| --------- | ---- | ---- | ---- | ---- | ---- | ---- |
| Populație | 181  | 172  | 187  | 157  | 196  | 208  |